# نیو دیسکو
نیو دیسکو یا نیو هاوس (به انگلیسی: Nu-disco or Nu-house) سبکی از موسیقی رقص قرن ۲۱ است که در رابطهٔ مستقیم با علاقهٔ مجدد همگان به موسیقی دیسکوی دههٔ ۱۹۷۰ و اوایل دههٔ ۱۹۸۰، ایتالو دیسکو و بوگی اوایل تا اواسط دههٔ ۱۹۸۰، یورو دیسکوی سنگین و متکی به سینث‌سایزر و زیبایی‌گرایی پی فانک است. از سال ۲۰۱۳ و هنگامی که آثار دیسکو مانند هنرمندانی چون دفت پانک (با همراهی نایل راجرز)، جاستین تیمبرلیک، بریک‌بات، برونو مارس و رابین تیک جدول‌های رتبه‌بندی موسیقی پاپ را در بریتانیا و ایالات متحده پر کردند، سبک نیو دیسکو بسیار رایج شد. این روند در سال ۲۰۱۴ و هم‌زمان با پر شدن جدول‌های رتبه‌بندی از آثاری با سبک و سیاق مشابه از هنرمندانی همچون مایکل جکسون، کیتی پری و فارل ویلیامز نیز ادامه پیدا کرد.